# Tetratoma cyanoptera
Tetratoma cyanoptera es una especie de coleóptero de la familia Tetratomidae.

## Distribución geográfica
Habita en Sikkim, India.